# Veliki Budmir
Veliki Budmir  (mađ. Nagybudmér, nje. Großbuttmer) je selo u južnoj Mađarskoj.
Zauzima površinu od 10,22 km četvorna.

## Zemljopisni položaj
Nalazi se na 45°56'10" sjeverne zemljopisne širine i 18°26'44" istočne zemljopisne dužine, na trećini puta od Belog Manastira u Hrvatskoj i Pečuha u Mađarskoj. Kotarsko središte Mohač se nalazi sjeveroistočno od Malog Budmira. Susjedna naselja su Mali Budmir (2,5 km prema jugu), Borjat (1,6 km istočno) te Belvar (4 km sjeverno).

## Upravna organizacija
Upravno pripada Mohačkoj mikroregiji u Baranjskoj županiji. Poštanski broj je 7756.

## Stanovništvo
U Velikom Budmiru živi 251 stanovnik (2002.). 

## Vanjske poveznice
- Veliki Budmer na fallingrain.com